# Jack St. Ivany
John "Jack" St. Ivany, född 22 juli 1999, är en amerikansk professionell ishockeyback som är kontrakterad till Pittsburgh Penguins i National Hockey League (NHL) och spelar för Wilkes-Barre/Scranton Penguins i American Hockey League (AHL).
Han har tidigare spelat för Yale Bulldogs och Boston College Eagles i National Collegiate Athletic Association (NCAA) och Sioux Falls Stampede i United States Hockey League (USHL).
St. Ivany draftades av Philadelphia Flyers i fjärde rundan i 2018 års draft som 112:e spelare totalt.

## Statistik
| 2013–2014   | Los Angeles Jr. Kings U14      |             | 17  | 1  | 9  | 10 | 6  | — | — | — | — | — |
| 2014–2015   | Los Angeles Jr. Kings U16      | T1EHL       | 24  | 2  | 6  | 8  | 8  | 4 | 0 | 0 | 0 | 0 |
| 2015–2016   | Los Angeles Jr. Kings U16      | T1EHL       | 31  | 3  | 10 | 13 | 22 | 4 | 1 | 2 | 3 | 2 |
| 2016–2017   | Sioux Falls Stampede           | USHL        | 52  | 1  | 9  | 10 | 14 | — | — | — | — | — |
| 2017–2018   | Sioux Falls Stampede           | USHL        | 54  | 6  | 30 | 36 | 30 | 3 | 1 | 2 | 3 | 2 |
| 2018–2019   | Yale Bulldogs                  | NCAA        | 30  | 6  | 8  | 14 | 20 | — | — | — | — | — |
| 2019–2020   | Yale Bulldogs                  | NCAA        | 32  | 1  | 15 | 16 | 18 | — | — | — | — | — |
| 2020–2021   | Boston College Eagles          | NCAA        | 18  | 1  | 5  | 6  | 6  | — | — | — | — | — |
| 2021–2022   | Boston College Eagles          | NCAA        | 35  | 4  | 20 | 24 | 6  | — | — | — | — | — |
| 2022–2023   | Wilkes-Barre/Scranton Penguins | AHL         | 63  | 0  | 8  | 8  | 33 | — | — | — | — | — |
| 2023–2024   | Pittsburgh Penguins            | NHL         | 1   | 0  | 0  | 0  | 0  | — | — | — | — | — |
|             | Wilkes-Barre/Scranton Penguins | AHL         | 53  | 4  | 11 | 15 | 30 | — | — | — | — | — |
| NHL totalt  | NHL totalt                     | NHL totalt  | 1   | 0  | 0  | 0  | 0  | — | — | — | — | — |
| AHL totalt  | AHL totalt                     | AHL totalt  | 116 | 4  | 19 | 23 | 63 | — | — | — | — | — |
| NCAA totalt | NCAA totalt                    | NCAA totalt | 115 | 12 | 48 | 60 | 50 | — | — | — | — | — |
| USHL totalt | USHL totalt                    | USHL totalt | 106 | 7  | 39 | 46 | 44 | 3 | 1 | 2 | 3 | 2 |

### Internationellt
| Källa: Uppdaterad: 2024-03-23 | Källa: Uppdaterad: 2024-03-23 | Källa: Uppdaterad: 2024-03-23 |         | Utv = Utvisningsminuter | Utv = Utvisningsminuter | Utv = Utvisningsminuter | Utv = Utvisningsminuter | Utv = Utvisningsminuter |
| År                            | Lag                           | Mästerskap                    | Matcher | Mål                     | Assists                 | Poäng                   | Utv                     |                         |
| ----------------------------- | ----------------------------- | ----------------------------- | ------- | ----------------------- | ----------------------- | ----------------------- | ----------------------- | ----------------------- |
| 2019                          | USA                           | JVM                           | 7       | 0                       | 0                       | 0                       | 0                       |                         |
| Junior totalt                 | Junior totalt                 | Junior totalt                 | 7       | 0                       | 0                       | 0                       | 0                       |                         |